# Chah Séfi
Pour les articles homonymes, voir Safi.
Safi ou Séfi (en persan : شاه صفی / Šâh Safi) — parfois numéroté Ier depuis que son petit-fils a été brièvement couronné sous le nom de « Séfi II » avant d'adopter celui de « Soleiman » — né en 1611 et mort le 11 mai 1642, est le sixième chah séfévide d'Iran, ayant régné de 1629 à 1642.

## Biographie
Fils du prince sultan Mohammad Baqer Mirza (en), exécuté par ordre de son père Abbas Ier en février 1615, il devient Chah le 19 février 1629 après la mort de son grand-père. Ce dernier le laisse sous la garde du prince géorgien musulman Kosrov Mirza, commandant de la garde Qouli (« serviteur »), dont il avait apprécié la loyauté.
Il est le premier des chahs séfévides à être élevé au sein du harem. Il élimine ses rivaux potentiels dans l'ascension au trône, ainsi que des personnages influents à la cour comme les membres de la « dynastie » du ministre également d'origine géorgienne Allahverdi Khan Undiladzé (mort en 1613) en faisant mettre à mort son fils aîné et successeur Iman Qouli Khan Undiladzé en 1633.
Il mène l'Empire perse au cours de la troisième guerre turco–séfévide. Malgré quelques succès militaires, il reconnaît finalement l'autorité des Ottomans sur la Mésopotamie par le traité de Qasr-e Schirin, qui met un terme à plus d'un siècle de guerre.
L'influence grandissante du grand vizir de la cour permet un gouvernement efficace malgré le peu d'intérêt du chah pour les affaires de l'État.[réf. nécessaire]
Séfi meurt après une beuverie, le 11 mai 1642.